# Victor Brandt
Victor Carl Johannes Brandt (ur. 18 grudnia 1983 w Gävle) – szwedzki muzyk, kompozytor, wokalista i instrumentalista. Od 2004 roku wraz z perkusistą i wokalistą Jocke Olofssonem tworzy deathmetalowy projekt pod nazwą Dominion. W 2008 roku związał się z norweską formacją blackmetalową Satyricon. Jednakże opuścił zespół jeszcze tego samego roku w wyniku nieporozumień na tle artystycznym. W 2009 roku dołączył jako muzyk koncertowy do grupy Entombed. W 2010 roku został jej oficjalnym członkiem. W międzyczasie współpracował także z zespołem Aeon. Muzyk współpracował także z zespołami Necrocide, Six Feet Under i Totalt Jävla Mörker.
Victor Brandt wychował się w rodzinie o tradycjach muzycznych. Matka muzyka grała na fortepianie, z kolei ojciec był miłośnikiem jazzu. Naukę gry na gitarze elektrycznej i basowej rozpoczął w wieku 11 lat. Po raz pierwszy wystąpił publicznie mając 12 lat, zaprezentował wówczas kompozycję "Paranoid" z repertuaru Black Sabbath. Jest endorserem niemieckiego producenta gitar firmy Warwick.

## Dyskografia
- Totalt Jävla Mörker – Människans Ringa Värde (2004, Distortion Records)
- Dominion – Born God and Aware (2006, Unique Leader Records)
- Totalt Jävla Mörker – Totalt Jävla Mörker (2006, Regain Records)
- Satyricon – My Skin Is Cold (EP, 2008, Indie/Roadrunner)
- Satyricon – The Age of Nero (2008, Indie/Roadrunner/Koch)
- Totalt Jävla Mörker – Söndra & Härska (2009, Regain Records)